# Peperomia nigrooculata
Peperomia nigrooculata là một loài thực vật có hoa trong họ Hồ tiêu. Loài này được Trel. miêu tả khoa học đầu tiên năm 1936.